# 레이캬네스반도

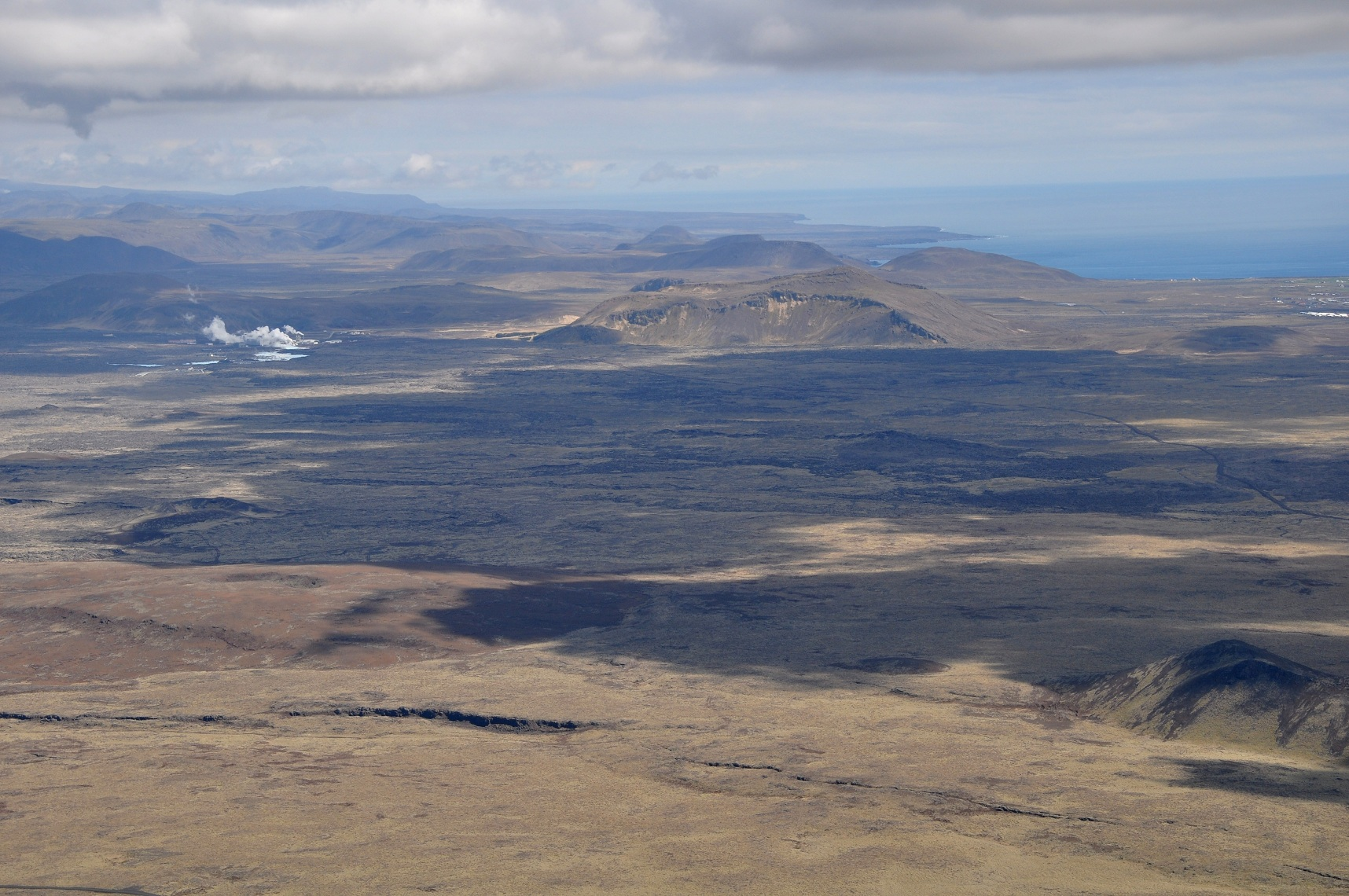

레이캬네스반도(Reykjanes Peninsula)는 아이슬란드 서남쪽에 위치한 반도이다. 크리수빅 화산, 레이캬네스 화산 등 활화산들이 분포하고 있다. 북쪽에는 수도 레이캬비크가 있으며 유명한 블루라군 온천이 레이캬네스반도에 위치했다. 반도 최남단에 위치한 군누베르 화산 온천은 레이캬네스 화산의 일부이다. 그리고 2021년 3월 20일에 화산이 폭발했다.